# Mohamed Ben Salem (1915-2001)
Pour les articles homonymes, voir Mohamed Ben Salem et Ben Salem.
Mohamed Ben Salem, né le 3 janvier 1915 à Tunis et décédé le 4 octobre 2001 au Bardo, est un médecin et homme politique tunisien, gendre de Lamine Bey et ministre de la Santé à deux reprises à l'époque du protectorat français. Il est incarcéré et torturé après l'indépendance du pays.

## Formation
Il naît en 1915 d'un père instituteur et syndicaliste de l'enseignement. Élève au lycée Carnot de Tunis en 1930, il s'éveille au nationalisme en manifestant contre la tenue du congrès eucharistique de Carthage. La poursuite de ses études le conduit à la Sorbonne à Paris, où il étudie les sciences naturelles, mais on le retrouve à Tunis lors de la répression du 9 avril 1938. Avec Sadok Mokaddem, il porte secours aux nombreux blessés. De retour dans la capitale française, il est interne à l'hôpital franco-musulman de Bobigny, quand il assiste à l'arrivée de l'armée allemande en juin 1940. Il offre alors ses services aux vainqueurs qui le forment aux techniques de transmission.
Il est à Tunis le 9 novembre 1942 lorsque l'armée allemande occupe la Tunisie pour bloquer l'avancée des troupes britanniques, américaines et françaises. Il va aussitôt proposer ses services au colonel Fiedler[Qui ?] en compagnie de Habib Thameur. Taïeb Slim et Sadok Mokaddem mais ils se font éconduire. Ces démarches maladroites manquent de l'emmener devant le peloton d'exécution lorsque les troupes alliées entrent à Tunis en mai 1943. Il se consacre alors à son métier de médecin. En 1944, il se marie avec la princesse Zakia, fille de Lamine Bey. Ce mariage marque le tournant de sa carrière politique.

## Ministre du gouvernement Chenik
En 1947, il est appelé au chevet de son beau-père victime d'une lésion du poumon gauche ; cette rencontre rapproche les deux hommes. Mohamed Ben Salem y voit l'occasion de concilier la sympathie qu'il a pour Lamine Bey avec son désir de faire progresser la cause nationaliste. Ce projet se concrétise en 1950, lors de la formation du gouvernement Chenik. Le monarque insiste auprès du nouveau résident général Louis Périllier pour qu'un poste de ministre soit réservé à son gendre. Il finit par obtenir raison et Ben Salem devient ministre de la Santé le 17 août.
Aidé par une équipe de fonctionnaires tunisiens emmenés par Driss Guiga, il « tunisifie » son administration en nommant des chefs de service, des adjoints, des assistants et des internes tunisiens. Il ouvre de nouveaux services hospitaliers avec l'aide du bey, qui fait don à son ministère du palais de Ksar Saïd afin d'y créer un service hospitalier qui deviendra l'hôpital Abou el Kacem Chebbi en 1957. L'Institut Pasteur de Tunis et la Pharmacie centrale sont rattachés au ministère de la Santé. Un hôpital est même construit à l'intérieur de la prison civile de Tunis.
Ses activités de ministre ne lui font pas oublier ses fonctions de président du Stade tunisien. Le 26 décembre 1951, il est présent lors de l'inauguration par Lamine Bey du stade du Bardo et du local du Stade tunisien. Il en profite pour rappeler dans son discours que « le terrain est un bien de la Couronne et que le Souverain, en le mettant à la disposition de la jeunesse tunisienne, démontre qu'il est un souverain éclairé ».
Mais après les espoirs soulevés par les promesses d'autonomie interne faites par le gouvernement français, la note du 15 décembre 1951 vient ruiner tous les efforts accomplis. Louis Périllier est renvoyé et remplacé par un résident à poigne, Jean de Hauteclocque. Dès son arrivée, il fait arrêter les nationalistes par centaines, ce qui a pour conséquence d'embraser la Tunisie. Les manifestations et les répressions sanglantes se multiplient. Du 29 au 31 janvier 1952, des troupes militaires ratissent le cap Bon à la recherche d'armes. Les récits d'exactions sont tellement nombreux qu'une commission d'enquête menée par Ben Salem et Mahmoud El Materi, ministre de l'Intérieur, est dépêchée sur place : ils y trouvent une région dévastée où les maisons ont été dynamitées, plusieurs femmes violées et où les morts se comptent par dizaines. Leur rapport est envoyé aux délégués de l'ONU pour les inciter à soulever la question tunisienne devant l'Assemblée générale des Nations unies. Leurs efforts seront récompensés par le vote de la résolution 611 le 17 décembre 1952.

## Arrestation et déportation

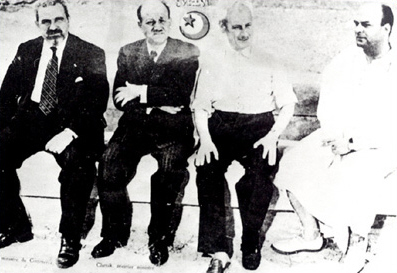
Ministres exilés dans le Sud (de gauche à droite) : Mzali, Chenik, El Materi et Ben Salem

Le 26 mars 1952, à 3 heures du matin, Mohamed Ben Salem est arrêté chez lui et emmené jusqu'à l'aérodrome militaire d'El Aouina. Il y retrouve les ministres M'hamed Chenik, Mohamed Salah Mzali et Mahmoud El Materi. Ils sont emmenés par les airs dans le Sud tunisien, près de Djebel Tlegua au sud de Kébili, où on les incarcère dans un fort délabré appelé Borj Philbert. Cinq chambres y ont été aménagées. Le capitaine Gaillard chargé de la surveillance leur laisse sa bibliothèque à disposition pour atténuer l'ennui de leur situation.
Les seules visites autorisées sont celles des journalistes, trois correspondants de l'Agence France-Presse et de LIFE le 30 mars et une délégation de l'Associated Press le 5 avril. Le 11 avril, ils sont transférés à Djerba et assignés à résidence au Grand Hôtel. Enfin, le 6 mai, ils sont autorisés à regagner leurs domiciles à Tunis, où ils sont assignés sous surveillance policière. Le 23 mai, l'assignation à résidence est levée, les anciens ministres pouvant enfin circuler librement.

## Intermédiaire entre Paris et Lamine Bey
Sa liberté de mouvement recouvrée permet à Mohamed Ben Salem de servir d'intermédiaire officieux entre Lamine Bey et le gouvernement français. Le 14 août 1952, Il rencontre le président du Conseil Antoine Pinay à Aix-les-Bains. Le 25 août, c'est au tour de Maurice Schumann de le recevoir à Paris. Alors que l'assemblée des Quarante examine le projet de réformes proposé à la Tunisie, ceux-ci veulent connaître les intentions de Lamine Bey ; ils apprennent son refus le 7 septembre.
En l'absence d'avancées politiques, les menaces pleuvent sur les nationalistes. Le 16 septembre, le député français d'Oran, François Quilici, déclare qu'il faut frapper à la tête et indique les têtes : Farhat Hached et Mohamed Ben Salem. Le 5 décembre, Hached est assassiné par la Main rouge. Ce nouveau drame et les menaces qui pèsent sur sa fille et son gendre incitent Lamine Bey à signer les réformes réclamées. Cela n'empêche pas la Main rouge de dynamiter la villa des parents de Ben Salem le 1er mars 1953.

## Ministre du gouvernement Mzali
Le remplacement de Jean de Hauteclocque par Pierre Voizard calme la situation en Tunisie. Un nouveau gouvernement est nommé le 2 mars 1954 sous la direction de Mohamed Salah Mzali. Mohamed Ben Salem y retrouve son poste de ministre de la Santé. Mais, en l'absence de libération de Habib Bourguiba toujours détenu sur l'île de La Galite, le Néo-Destour appelle au refus des nouvelles réformes et au blocage du gouvernement. Pendant ce temps, le 6 avril, la princesse Zakia passe au tribunal en compagnie de trente autres inculpés sous l'accusation d'aide au terrorisme. Elle est finalement disculpée mais la pression est énorme sur les épaules de Ben Salem et, quand Bourguiba lui renvoie un cadeau offert un an auparavant, il comprend que ses ennemis sont maintenant des deux côtés. Le 8 juin, il démissionne mais accepte à la demande du bey d'expédier les affaires courantes. Le 17 juin, Mohamed Salah Mzali présente la démission de son gouvernement.

## Avant l'indépendance
Sa proximité avec le bey lui vaut la méfiance des destouriens qui n'imaginent pas une Tunisie hors de la domination de Bourguiba. Son amitié avec Salah Ben Youssef est à l'origine d'articles violents du journal L'Action tunisienne le 6 février 1956, à la veille de l'indépendance. Dès le 7 avril, il apprend que la Pharmacie centrale a pour ordre de ne plus vendre de médicaments à la société d'aide aux victimes des répressions, le Secours national, qu'il a créée trois ans auparavant. Les médicaments seront maintenant réservés au Comité de solidarité nationale créé par le Néo-Destour le 20 février 1955.

## Incarcérations et tortures
Le 25 juillet 1957, la monarchie est abolie et la République proclamée. À la fin de la réunion, une délégation de l'Assemblée constituante composée du président Jallouli Farès, d'Ali Belhouane et de Driss Guiga vient signifier au souverain sa déposition et sa mise en résidence surveillée à La Manouba. Dans le même temps, dix inspecteurs de police se présentent chez Ben Salem pour lui signifier qu'il doit partir en résidence surveillée. Pendant qu'il est enfermé avec la famille régnante, sa femme et ses six enfants sont expulsés de leur domicile et la totalité de leurs biens confisqués. Le 11 août, l'ancien ministre est transféré à la prison de Kairouan. Le 19 septembre, après une tentative d'évasion ratée, il est ramené à la prison où il est passé à tabac par Amor Chachia, le gouverneur de Kairouan, qui s'acharne sur lui à coups de nerfs de bœuf jusqu'à ce que son corps « ne soit plus qu'une bouillie sanglante » selon ses propres termes. Au bout de plusieurs jours de ce traitement, l'annonce de son transfert à Tunis met fin aux séances de torture. En novembre 1957, il est transféré à la section des condamnés à morts de la prison civile de Tunis.
Le 1er juin 1958, un communiqué annonce que Ben Salem est gracié, sans même avoir été condamné, ni jugé. Interdit de séjour à Tunis, il se retrouve médecin de la Santé publique à Bizerte. Mais, le 24 juin 1958, il est à nouveau arrêté en même temps que tous les membres des gouvernements Baccouche et Mzali. Mais contrairement à ses anciens collègues incarcérés ensemble, il est enfermé dans une cellule avec des prisonniers yousséfistes. Le 25 juillet 1958, un nouveau communiqué annonce : « À l'occasion de l'anniversaire de la République, le Docteur Ben Salem est gracié », toujours sans avoir été condamné. Il est convoqué devant la Haute Cour de justice en septembre 1959 : on le soupçonne d'avoir caché les bijoux de la femme de Lamine Bey alors qu'il était déjà incarcéré mais on finit par abandonner les poursuites.

## Libération
Après deux ans en poste à Bizerte, il est muté à Kairouan, ville toujours dirigée par son tortionnaire, Amor Chéchia. Il y finit sa vie professionnelle « dans une zaouïa délabrée ».